# Capitol Corridor
Capitol Corridor er en 270 km lang jernbanestrækning i Californien i USA, med Amtrak som operatør. Selv om strækningen er statsstøttet, drives den ikke under varemærket Amtrak California. Capitol Corridor strækker sig fra San Jose til Californiens hovedstad Sacramento, og løber omtrent parallelt med motorvejene Interstate 680 og Interstate 80. Et dagligt tog fortsætter gennem Sacramentos østlige forstæder til Auburn, der ligger ved foden af Sierra Nevada-bjergene. Togene på strækningen administreres af Capitol Corridor Joint Powers Authority og styres af ansatte ved Bay Area Rapid Transit. Togene kørte første gang i december 1991. I 2013 havde banen et passagertal på 1.701.185.

## Historie
Navnet Capitol Corridor skyldes, at banen forbinder Californiens første hovedstad, San Jose (1850), hvor parlamentsbygningen (på engelsk kaldet "capitol") befandt sig, med den nuværende statshovedstad Sacramento. Banen løber også tæt på de historiske statshovedstæder Vallejo (1852) og Benicia (1853).
I begyndelsen af 1990'erne, var der tre Amtrak-tog i Bay Area: langdistancetogene California Zephyr (Oakland–Chicago) og Coast Starlight (Los Angeles–Seattle), samt kortdistancetoget San Joaquin (Bakersfield–Oakland). Kun Coast Starlight kørte mellem San Jose og Sacramento, og det på uhensigtsmæssige tidspunkter. Det sidste lokale tog mellem de to byer var Southern Pacifics Senator, der kørte mellem Oakland og Sacramento indtil 31. maj 1962.:140  I 1990 vedtog befolkningen i Californien to forslag, der bevilgede 105 millioner dollars til at udvide betjeningen på banen. Det nye tog, der blev kaldt Capitols, afgik første gang den 12. december 1991, med tre dobbeltafgange mellem San Jose og Sacramento. En af disse afgange fortsatte til Roseville, en af Sacramento østlige forstæder. Toget blev senere omdøbt til Capitol Corridor, for at undgå forveksling med Capitol Limited, der kører mellem Washington D.C. og Chicago. I 1998 fortsatte en dobbeltafgang helt til Colfax, men der var ikke rejsende nok til at bevare udvidelsen. En daglig dobbeltafgang kører nu (2016) til Auburn.

## Hyppighed og passagertal
I finansåret 2012, betjente Capitol Corridor 1.746.397 passagerer, en stigning på 2 procent i forhold til 2011; men i 2013 faldt passagertallet til 1.701.185, eller 2,6 procent, i forhold til 2012. Omsætningen i 2012 var 27.927.540 dollar, en stigning på 8,6 procent i forhold til 2011. Det er Amtraks fjerdemest benyttede banestrækning målt på antal passagerer, overgået af Northeast Regional, Acela Express og Pacific Surfliner. Pr. 2013 har stationen i Sacramento flest passagerer på banen, og den har syvendeflest antal passagerer blandt alle Amtraks stationer.
Capitol Corridor benyttes af pendlere mellem Sacramento-området og Bay Area, som et alternativ til at køre i bil på den overbelastede motorvej Interstate 80. Månedskort og rabatbilleter er tilgængelige. Mange politikere, lobbyister og embedsmænd bor i Bay Area og pendler til deres arbejde i Sacramento, mens arbejdere i beskæftigelsescentrene Oakland, San Francisco og Silicon Valley, benytter Capitol Corridors tog til arbejde, fra deres knap så dyre hjem i Solano County og Sacramentos storbyområde.
Den 28. august 2006 fik Capitol Corridor 16 daglige dobbeltafgange mellem Oakland og Sacramento, mod tolv i 2005 og tre i 1992. Passagertallet blev tredoblet mellem 1998 og 2005. Siden den 13. august 2012 har der været 15 daglige dobbeltafgange mellem Oakland og Sacramento. Joint Powers Authority gennemførte en plan, der havde til formål at droppe to afgange på grund af høje brændstofpriser, få passagerer og en ny mulighed for at lade et ekstra tog overnatte i Sacramento.
Pr. februar 2013 kører ingen af de daglige tog hele strækningen mellem Auburn og San Jose. Den eneste afgang fra Auburn kører til Oakland Coliseum. Ud af de 14 vestgående afgange fra Sacramento, kører syv til San Jose, tre til Coliseum og fire til Oaklands centrum. Syv afgange kører fra San Jose til Sacramento, seks fra Oaklands centrum til Sacramento, en fra Coliseum til Sacramento og en fra Oakland til Auburn.

## Ekstern henvisning
- Capitol Corridor